# Forza d’Agrò
Forza d’Agrò település Olaszországban, Szicília régióban, Messina megyében. Lakosainak száma 835 fő (2023. január 1.). Forza d’Agrò Gallodoro, Limina, Sant’Alessio Siculo, Casalvecchio Siculo, Letojanni, Mongiuffi Melia és Savoca községekkel határos.

## Népesség
A település lakossága az elmúlt években az alábbi módon változott:
| Lakosok száma | 895  | 898  | 835  |
|               | 2017 | 2018 | 2023 |